# Cowboy Angels
Cowboy Angels è un film del 2006 diretto da Kim Massee.

## Trama
Parigi. L'undicenne Pablo vive con una madre molto assente che spesso lo lascia da solo in una camera d'albergo. Dopo l'ennesimo abbandono, Pablo decide di andare alla ricerca del padre che vive in Spagna.
Per arrivare in Spagna, il bambino si rivolge a Louis, uno sfortunato giocatore di poker, il quale accetta di accompagnarlo. Durante il viaggio i due dovranno affittare diversi problemi, ma con il passare dei giorni i due si sentiranno indissolubilmente legati l'uno all'altro.

## Distribuzione

### Data di uscita
- Germania: 6 novembre 2006 (International Film Festival di Francoforte)
- Paesi Bassi: 2007 (International Film Festival Rotterdam)
- USA: 23 marzo 2007 (New York New Directors and New Films Festival)
- Francia: 29 ottobre 2007 (Festival Paris Cinéma)
- USA: Ottobre 2007 (Chicago International Film Festival)
- Francia: 29 ottobre 2008
- Ungheria: 15 novembre 2008 (TV première)